# Кумба Ларрок
Кумба Селін Фанта Ларрок (фр. Koumba Selene Fanta Larroque; нар. 22 серпня 1998, Арпажон, департамент Ессонн, регіон Іль-де-Франс) — французька борчиня вільного стилю, срібна та бронзова призерка чемпіонатів світу, срібна та бронзова призерка чемпіонатів Європи, чемпіонка світу серед військовослужбовців.

## Життєпис
Боротьбою почала займатися з 2007 року. 
Виступає за борцівський клуб Bagnolet. Тренер — Тьєррі Бурдін, Нодар Бокашвілі.

## Спортивні результати на міжнародних змаганнях

### Виступи на Олімпіадах
| Змагання                    | Збірна  | Вагова категорія          | Місце |
| --------------------------- | ------- | ------------------------- | ----- |
| Літні Олімпійські ігри 2020 | Франція | жіноча боротьба, до 68 кг | 13    |

### Виступи на Чемпіонатах світу
| Змагання                        | Збірна  | Вагова категорія          | Місце  |
| ------------------------------- | ------- | ------------------------- | ------ |
| Чемпіонат світу з боротьби 2017 | Франція | жіноча боротьба, до 69 кг | Бронза |
| Чемпіонат світу з боротьби 2018 | Франція | жіноча боротьба, до 68 кг | Срібло |
| Чемпіонат світу з боротьби 2019 | Франція | жіноча боротьба, до 68 кг | 10     |
| Чемпіонат світу з боротьби 2021 | Франція | жіноча боротьба, до 65 кг | 7      |
| Чемпіонат світу з боротьби 2022 | Франція | жіноча боротьба, до 65 кг | Бронза |
| Чемпіонат світу з боротьби 2023 | Франція | жіноча боротьба, до 68 кг | Бронза |

### Виступи на Чемпіонатах Європи
| Змагання                         | Збірна  | Вагова категорія          | Місце  |
| -------------------------------- | ------- | ------------------------- | ------ |
| Чемпіонат Європи з боротьби 2017 | Франція | жіноча боротьба, до 69 кг | Бронза |
| Чемпіонат Європи з боротьби 2018 | Франція | жіноча боротьба, до 68 кг | Срібло |
| Чемпіонат Європи з боротьби 2020 | Франція | жіноча боротьба, до 68 кг | 7      |
| Чемпіонат Європи з боротьби 2021 | Франція | жіноча боротьба, до 68 кг | Золото |
| Чемпіонат Європи з боротьби 2023 | Франція | жіноча боротьба, до 68 кг | Бронза |

### Виступи на Чемпіонатах світу серед військовослужбовців
| Змагання                                                  | Збірна  | Вагова категорія          | Місце  |
| --------------------------------------------------------- | ------- | ------------------------- | ------ |
| Чемпіонат світу з боротьби серед військовослужбовців 2018 | Франція | жіноча боротьба, до 72 кг | Золото |

### Виступи на Всесвітніх іграх військовослужбовців
| Змагання                                | Збірна  | Вагова категорія          | Місце |
| --------------------------------------- | ------- | ------------------------- | ----- |
| Всесвітні ігри військовослужбовців 2019 | Франція | жіноча боротьба, до 76 кг | 7     |

### Виступи на інших змаганнях
| Змагання                                                         | Збірна  | Вагова категорія          | Місце  |
| ---------------------------------------------------------------- | ------- | ------------------------- | ------ |
| Гран-прі Парижа з боротьби 2016                                  | Франція | жіноча боротьба, до 63 кг | Бронза |
| Олімпійський кваліфікаційний турнір з боротьби 2016 (Улан-Батор) | Франція | жіноча боротьба, до 63 кг | Бронза |
| Олімпійський кваліфікаційний турнір з боротьби 2016 (Стамбул)    | Франція | жіноча боротьба, до 63 кг | Бронза |
| Турнір міста Сассарі 2016                                        | Франція | жіноча боротьба, до 69 кг | Срібло |
| Гран-прі Парижа з боротьби 2017                                  | Франція | жіноча боротьба, до 69 кг | Золото |
| Klippan Lady Open 2017                                           | Франція | жіноча боротьба, до 69 кг | Золото |
| Pro Wrestling League 2018                                        | Франція | команда                   | Золото |
| Турнір Дана Колова — Николи Петрова 2018                         | Франція | жіноча боротьба, до 69 кг | 9      |
| Відкритий чемпіонат Польщі з боротьби 2019                       | Франція | жіноча боротьба, до 72 кг | Золото |
| Турнір Маттео Пелліцоне 2020                                     | Франція | жіноча боротьба, до 68 кг | 9      |
| Відкритий чемпіонат Польщі з боротьби 2020                       | Франція | жіноча боротьба, до 72 кг | Золото |
| Кубок світу з боротьби 2020                                      | Франція | жіноча боротьба, до 68 кг | 7      |
| Європейський олімпійський кваліфікаційний турнір з боротьби 2021 | Франція | жіноча боротьба, до 68 кг | Золото |
| Відкритий чемпіонат Польщі з боротьби 2021                       | Франція | жіноча боротьба, до 68 кг | Золото |
| Гран-прі Франції Анрі Деглана 2023                               | Франція | жіноча боротьба, до 68 кг | Золото |
| Відкритий турнір Загреба з боротьби 2023                         | Франція | жіноча боротьба, до 68 кг | Золото |
| Турнір Ібрагіма Мустафи 2023                                     | Франція | жіноча боротьба, до 68 кг | Срібло |
| Меморіал Поляка Імре та Варга Яноша 2023                         | Франція | жіноча боротьба, до 68 кг | 7      |

### Виступи на змаганнях молодших вікових груп
| Змагання                                       | Збірна  | Вагова категорія          | Місце  |
| ---------------------------------------------- | ------- | ------------------------- | ------ |
| Чемпіонат Європи з боротьби серед кадетів 2013 | Франція | жіноча боротьба, до 56 кг | 8      |
| Чемпіонат Європи з боротьби серед кадетів 2014 | Франція | жіноча боротьба, до 60 кг | Срібло |
| Чемпіонат світу з боротьби серед кадетів 2014  | Франція | жіноча боротьба, до 60 кг | Срібло |
| Літні юнацькі Олімпійські ігри 2014            | Франція | жіноча боротьба, до 60 кг | Бронза |
| Чемпіонат Європи з боротьби серед кадетів 2015 | Франція | жіноча боротьба, до 65 кг | Золото |
| Чемпіонат світу з боротьби серед кадетів 2015  | Франція | жіноча боротьба, до 65 кг | Золото |
| Чемпіонат Європи з боротьби серед юніорів 2015 | Франція | жіноча боротьба, до 63 кг | 5      |
| Чемпіонат Європи з боротьби серед юніорів 2016 | Франція | жіноча боротьба, до 67 кг | Золото |
| Чемпіонат світу з боротьби серед юніорів 2016  | Франція | жіноча боротьба, до 67 кг | Золото |
| Чемпіонат Європи з боротьби серед юніорів 2017 | Франція | жіноча боротьба, до 72 кг | Золото |
| Чемпіонат світу з боротьби серед юніорів 2018  | Франція | жіноча боротьба, до 72 кг | Золото |
| Чемпіонат Європи з боротьби серед молоді 2017  | Франція | жіноча боротьба, до 69 кг | Золото |
| Чемпіонат світу з боротьби серед молоді 2017   | Франція | жіноча боротьба, до 69 кг | Золото |
| Чемпіонат Європи з боротьби серед молоді 2018  | Франція | жіноча боротьба, до 72 кг | Золото |
| Чемпіонат світу з боротьби серед молоді 2021   | Франція | жіноча боротьба, до 68 кг | Золото |